# Departament d'Unió Europea i Acció Exterior de la Generalitat de Catalunya
El Departament d'Unió Europea i Acció Exterior de la Generalitat de Catalunya és un departament que va ser creat al 14 de gener de 2016 en el marc del govern de Catalunya 2016-2017.
El càrrec de Conseller d'Unió Europea i Acció Exterior és el recopilatori d'algunes funcions d'altres departaments com el de la Secretaria d'Afers Exteriors, la Secretaria General de Relacions Institucionals o la Direcció General de Transparència de la Generalitat.
El Departament va patir un desballestament arran de l'aplicació del article 155 de la CE. L'exconseller Raül Romeva va ser destituït, es van tancar totes les delegacions a l'exterior (amb excepció de la Delegació de la Generalitat davant la Unió Europea), i es va suprimir el DIPLOCAT.
L'actual conseller d'Unió Europea i Acció Exterior és Jaume Duch i Guillot, des del 12 d'agost de 2024.

## Història
El Departament d'Afers Exteriors, Relacions Institucionals i Transparència va ser creat el 14 de gener de 2016 amb l'objectiu de visibilitzar el procés independentista català a escala internacional. Poc després de fer-se pública, el Govern d'Espanya va presentar un recurs al Tribunal Constitucional del Regne d'Espanya, que el va admetre a tràmit i el 17 de febrer del mateix any, suspenent-ne la denominació.

## Funcions
Les funcions del departament són:
- La coordinació de l'acció exterior.
- Les relacions exteriors i l'actuació de la Generalitat davant les institucions de la Unió Europea.
- La cooperació al desenvolupament.
- El foment de la pau.
- Qualsevol altra funció que li atribueixin les lleis i altres disposicions.

Sense perjudici dels òrgans i organismes que s'hi puguin adscriure o relacionar mitjançant la norma corresponent, resta adscrit al Departament d'Unió Europea i Acció Exterior el Centre d'Estudis de Temes Contemporanis.

## Llista de Consellers
| #                                                                                      | Legislatura                                                        | Nom                                                                | Nom                                                                | Inici mandat                                                       | Fi mandat                                                          | Partit polític                                                     | Partit polític                                                     | refs.                                                              |
| Departament de Relacions Institucionals i Participació (2003-2006)                     | Departament de Relacions Institucionals i Participació (2003-2006) | Departament de Relacions Institucionals i Participació (2003-2006) | Departament de Relacions Institucionals i Participació (2003-2006) | Departament de Relacions Institucionals i Participació (2003-2006) | Departament de Relacions Institucionals i Participació (2003-2006) | Departament de Relacions Institucionals i Participació (2003-2006) | Departament de Relacions Institucionals i Participació (2003-2006) | Departament de Relacions Institucionals i Participació (2003-2006) |
| -------------------------------------------------------------------------------------- | ------------------------------------------------------------------ | ------------------------------------------------------------------ | ------------------------------------------------------------------ | ------------------------------------------------------------------ | ------------------------------------------------------------------ | ------------------------------------------------------------------ | ------------------------------------------------------------------ | ------------------------------------------------------------------ |
| –                                                                                      | VII                                                                |                                                                    | Joan Saura i Laporta                                               | 17 de desembre de 2003                                             |                                                                    |                                                                    | ICV                                                                |                                                                    |
| Departament d'Afers i Relacions Institucionals i Exteriors i Transparència (2016-2017) |                                                                    |                                                                    |                                                                    |                                                                    |                                                                    |                                                                    |                                                                    |                                                                    |
| 1                                                                                      | XI                                                                 |                                                                    | Raül Romeva i Rueda                                                | 14 de gener de 2016                                                | 27 d'octubre del 2017                                              |                                                                    | Independent                                                        |                                                                    |
| Departament d'Acció Exterior, Relacions Institucionals i Transparència (2018-2021)     |                                                                    |                                                                    |                                                                    |                                                                    |                                                                    |                                                                    |                                                                    |                                                                    |
| 2                                                                                      | XII                                                                |                                                                    | Ernest Maragall i Mira                                             | 29 de maig de 2018                                                 | 22 de novembre de 2018                                             |                                                                    | Esquerra Republicana de Catalunya                                  | [ 6 ]                                                              |
| 3                                                                                      | XII                                                                |                                                                    | Alfred Bosch i Pascual                                             | 22 de novembre de 2018                                             | 9 de març de 2020                                                  | [ 7 ]                                                              | Esquerra Republicana de Catalunya                                  |                                                                    |
| 4                                                                                      | XII                                                                |                                                                    | Bernat Solé i Barril                                               | 9 de març de 2020                                                  | 26 de maig de 2021                                                 | [ 8 ]                                                              | Esquerra Republicana de Catalunya                                  |                                                                    |
| Departament d'Acció Exterior i Transparència (2021-2021)                               |                                                                    |                                                                    |                                                                    |                                                                    |                                                                    |                                                                    |                                                                    |                                                                    |
| 5                                                                                      | XIII                                                               |                                                                    | Victòria Alsina i Burgués                                          | 26 de maig de 2021                                                 | 10 d'octubre de 2022                                               |                                                                    | Independent                                                        |                                                                    |
| Departament d'Acció Exterior i Govern Obert (2021-2022)                                |                                                                    |                                                                    |                                                                    |                                                                    |                                                                    |                                                                    |                                                                    |                                                                    |
| 5                                                                                      | XIII                                                               |                                                                    | Victòria Alsina i Burgués                                          | 26 de maig de 2021                                                 | 10 d'octubre de 2022                                               |                                                                    | Independent                                                        |                                                                    |
| Departament d'Acció Exterior i Unió Europea (2022-2024)                                |                                                                    |                                                                    |                                                                    |                                                                    |                                                                    |                                                                    |                                                                    |                                                                    |
| 6                                                                                      | XIII                                                               |                                                                    | Meritxell Serret i Aleu                                            | 10 d'octubre de 2022                                               | 12 d'agost de 2024                                                 |                                                                    | Esquerra Republicana de Catalunya                                  |                                                                    |
| Departament d'Unió Europea i Acció Exterior (2024-)                                    |                                                                    |                                                                    |                                                                    |                                                                    |                                                                    |                                                                    |                                                                    |                                                                    |
| 7                                                                                      | XV                                                                 |                                                                    | Jaume Duch i Guillot                                               | 12 d'agost de 2024                                                 | En el càrrec                                                       |                                                                    | Independent                                                        | [ 2 ]                                                              |